# Frontenac Motor Corporation

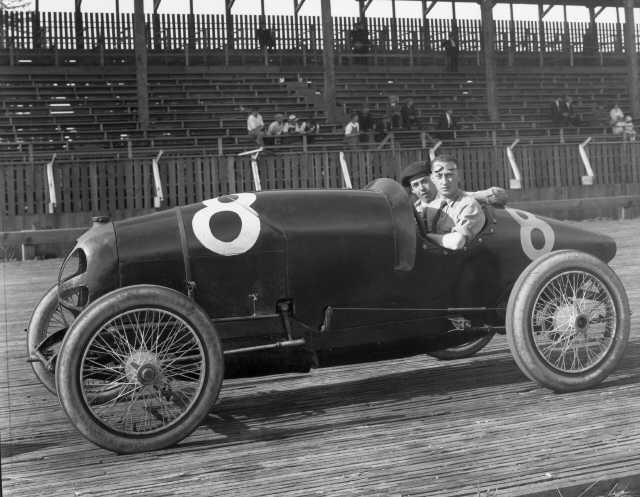
Art Klein auf einem Frontenac-Rennwagen

Die Frontenac Motor Corporation war ein gemeinsames US-amerikanisches Unternehmen von Louis und Gaston Chevrolet in Indianapolis. Louis kehrte 1915 zum Indanapolis-500-Rennen zurück, nachdem er Chevrolet verlassen hatte. Im ersten Jahr seiner neuen Karriere fuhr er einen Cornelian, aber 1916 saß er hinter dem Steuer eines von ihm gebauten Autos.

## Beschreibung
Die Gesellschaft wurde Frontenac genannt, benannt nach Louis de Buade, comte de Frontenac et de Palluau, dem Gouverneur der französischen Nordamerika-Kolonien im 17. Jahrhundert. Die Frontenac-Rennwagen konnten 1916 und 1917 auf den Rennstrecken beachtliche Erfolge einfahren. Im Ersten Weltkrieg wurden Autorennen eingestellt; dann aber war Frontenac wieder da und war bis 1921 auf den Rennstrecken zu sehen. Dann zogen sich die Gebrüder Chevrolet vom Rennsport zurück.
Im gleichen Jahr stieg der Konstrukteur Cornelius van Ranst in das Unternehmen ein, dessen Präsident Louis Chevrolet wurde. Es sollte ein Tourenwagen mit Vierzylindermotor in Serie gebaut werden, der aber auf Grund der schlechten wirtschaftlichen Verhältnisse in den USA nur als Prototyp entstand. Bereits im Mai 1923 musste die Gesellschaft Konkurs anmelden. Aber Chevrolet konstruierte einen weiteren Tourenwagen mit Achtzylindermotor und hydraulischen Bremsen an allen vier Rädern. Doch auch von diesem entstand nur ein Prototyp. 1925 wurde die Frontenac Motor Corporation endgültig aufgelöst.

## Modelle
| Modell | Bauzeitraum | Zylinder | Leistung       | Radstand | Aufbauten           |
| ------ | ----------- | -------- | -------------- | -------- | ------------------- |
| Four   | 1921–1923   | 4 Reihe  | 60 bhp (44 kW) | 3048 mm  | Tourenwagen 5 Sitze |
| Eight  | 1923–1925   | 8 Reihe  | 80 bhp (59 kW) | 3556 mm  | Tourenwagen 5 Sitze |

## Anahuac
1922 entstanden vier Fahrzeuge für die Compania Automobiles Anahuac de Mexico, die nach Mexiko exportiert werden sollten. Als Markenname war Anahuac vorgesehen. Der Plan scheiterte. Die Fahrzeuge hatten einen Vierzylindermotor und ein Fahrgestell mit 292 cm Radstand.